# Puchar Świata w lotach narciarskich 1998/1999
Puchar Świata w lotach narciarskich 1998/1999 – 9. edycja Pucharu Świata w lotach narciarskich (stanowiącego część Pucharu Świata w skokach narciarskich), która została rozegrana w dniach 19–21 marca 1999 w Planicy.

## Kalendarz zawodów
| Lp.                                                                  | Data                                                                 | Miejscowość                                                          | Punkt K                                                              | Uwagi                                                                | 1. miejsce        | 2. miejsce        | 3. miejsce        |
| -------------------------------------------------------------------- | -------------------------------------------------------------------- | -------------------------------------------------------------------- | -------------------------------------------------------------------- | -------------------------------------------------------------------- | ----------------- | ----------------- | ----------------- |
| —                                                                    | 6 lutego 1999                                                        | Harrachov                                                            | K-185                                                                | [ a ]                                                                | odwołany          | odwołany          | odwołany          |
| —                                                                    | 7 lutego 1999                                                        | Harrachov                                                            | K-185                                                                | [ a ]                                                                | odwołany          | odwołany          | odwołany          |
| 1.                                                                   | 19 marca 1999                                                        | Planica                                                              | K-185                                                                | [ b ]                                                                | Martin Schmitt    | Kazuyoshi Funaki  | Christof Duffner  |
| 2.                                                                   | 20 marca 1999                                                        | Planica                                                              | K-185                                                                | –                                                                    | Hideharu Miyahira | Martin Schmitt    | Noriaki Kasai     |
| 3.                                                                   | 21 marca 1999                                                        | Planica                                                              | K-185                                                                | –                                                                    | Noriaki Kasai     | Hideharu Miyahira | Martin Schmitt    |
| Puchar Świata w lotach narciarskich 1998/1999 – klasyfikacja końcowa | Puchar Świata w lotach narciarskich 1998/1999 – klasyfikacja końcowa | Puchar Świata w lotach narciarskich 1998/1999 – klasyfikacja końcowa | Puchar Świata w lotach narciarskich 1998/1999 – klasyfikacja końcowa | Puchar Świata w lotach narciarskich 1998/1999 – klasyfikacja końcowa | Martin Schmitt    | Noriaki Kasai     | Hideharu Miyahira |

## Klasyfikacja generalna
| Źródło  | Źródło                   | Źródło | Źródło |
| Miejsce | Zawodnik                 | Punkty |        |
| ------- | ------------------------ | ------ | ------ |
| 1.      | Martin Schmitt           | 240    |        |
| 2.      | Noriaki Kasai            | 210    |        |
| 3.      | Hideharu Miyahira        | 180    |        |
| 4.      | Kazuyoshi Funaki         | 166    |        |
| 5.      | Christof Duffner         | 116    |        |
| 6.      | Janne Ahonen             | 106    |        |
| 7.      | Kristian Brenden         | 99     |        |
| 8.      | Masahiko Harada          | 93     |        |
| 9.      | Sven Hannawald           | 90     |        |
| 10.     | Olav Magne Dønnem        | 72     |        |
| 11.     | Nicolas Dessum           | 59     |        |
| 11.     | Kazuya Yoshioka          | 59     |        |
| 13.     | Reinhard Schwarzenberger | 57     |        |
| 14.     | Stefan Horngacher        | 50     |        |
| 14.     | Wolfgang Loitzl          | 50     |        |
| 14.     | Kazuhiro Nakamura        | 50     |        |
| 17.     | Roland Audenrieth        | 41     |        |
| 18.     | Tommy Ingebrigtsen       | 38     |        |
| 19.     | Hansjörg Jäkle           | 37     |        |
| 20.     | Primož Peterka           | 36     |        |
| 21.     | Andreas Widhölzl         | 32     |        |
| 22.     | Bruno Reuteler           | 28     |        |
| 23.     | Henning Stensrud         | 24     |        |
| 24.     | Miha Rihtar              | 22     |        |
| 25.     | Risto Jussilainen        | 21     |        |
| 25.     | Ville Kantee             | 21     |        |
| 27.     | Martin Höllwarth         | 20     |        |
| 28.     | Dieter Thoma             | 18     |        |
| 29.     | Urban Franc              | 16     |        |
| 30.     | Jakub Sucháček           | 15     |        |
| 31.     | Sylvain Freiholz         | 11     |        |
| 32.     | Mika Laitinen            | 10     |        |
| 32.     | Ivan Lunardi             | 10     |        |
| 34.     | Wilfried Eberharter      | 9      |        |
| 34.     | Andreas Goldberger       | 9      |        |
| 34.     | Matej Uram               | 9      |        |
| 37.     | Jani Soininen            | 6      |        |
| 38.     | Jon Petter Sandaker      | 5      |        |
| 38.     | Robert Mateja            | 5      |        |
| 40.     | Adam Małysz              | 4      |        |
| 40.     | Alan Alborn              | 4      |        |
| 42.     | Masayuki Satō            | 3      |        |
| 42.     | Lasse Ottesen            | 3      |        |
| 44.     | Roar Ljøkelsøy           | 1      |        |